# Pseudatrichia idahoensis
Pseudatrichia idahoensis är en tvåvingeart som beskrevs av Kelsey 1971. Pseudatrichia idahoensis ingår i släktet Pseudatrichia och familjen fönsterflugor.
Artens utbredningsområde är Idaho. Inga underarter finns listade i Catalogue of Life.